# Minor White (photographe)
 (août 2025).
Si vous disposez d'ouvrages ou d'articles de référence ou si vous connaissez des sites web de qualité traitant du thème abordé ici, merci de compléter l'article en donnant les références utiles à sa vérifiabilité et en les liant à la section « Notes et références ».
Pour les articles homonymes, voir Minor White (homonymie) et White.
Minor White (9 juillet 1908 – 24 juin 1976) est un photographe américain, né à Minneapolis.  

## Biographie
White obtient un diplôme de botanique, avec une mineure en littérature anglaise à l'Université du Minnesota in 1933.
White commence son œuvre d'artiste en écrivant des poésies et commence sa carrière de photographe en 1938. Il rejoint d'abord le club photographique de l'Oregon, puis prend des commandes pour la Works Progress Administration. Il expose alors au Portland Art Museum.
Après un service dans le renseignement pendant la Seconde Guerre mondiale, il reprend ses études à l'université Columbia. Il rencontre alors de célèbres photographes tels Ansel Adams, Alfred Stieglitz, Edward Weston qui influencent son travail. 
Sur invitation de Adams, Minor White se rend sur la côte Ouest pour rejoindre Adams, Dorothea Lange et Imogen Cunningham dans le premier département américain de photographie d'art qui se créait au San Francisco Art Institute.
White cofonde le magazine Aperture, toujours avec Ansel Adams et Dorothea Lange entre autres. Il dirige le magazine jusqu'en 1975.
Il travaille en outre comme commissaire d'exposition à la  George Eastman House et dirige également son magazine Image.
White passe les dix dernières années de sa vie à enseigner au MIT.
White, bisexuel, fut toute sa vie tourmenté par ce penchant à l'époque inacceptable socialement. Certaines de ses photographies d'hommes nus sont considérées comme des chefs-d'œuvre du genre, mais publiées uniquement en 1989.